# Grafgift

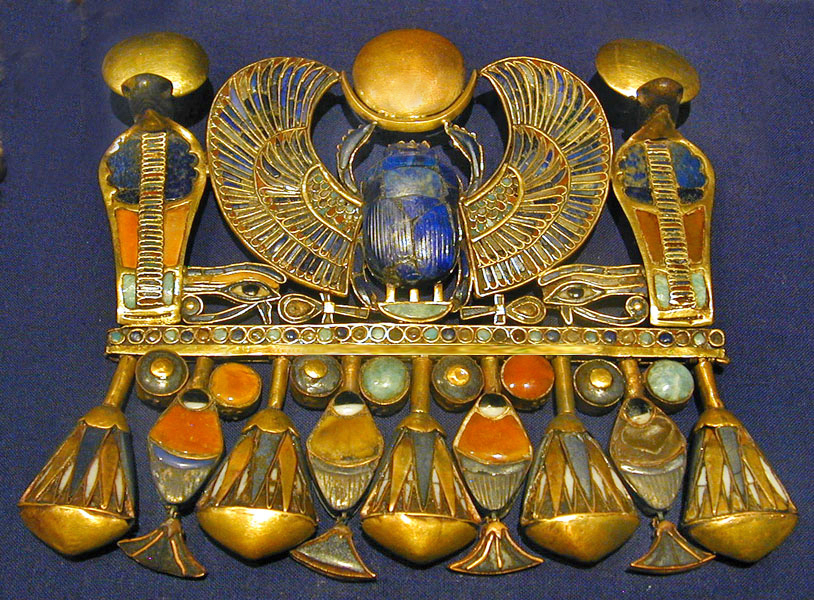
Gouden hanger uit het graf van Toutanchamon

Een grafgift of bijgift is een voorwerp dat aan een overleden persoon wordt meegegeven in het graf.

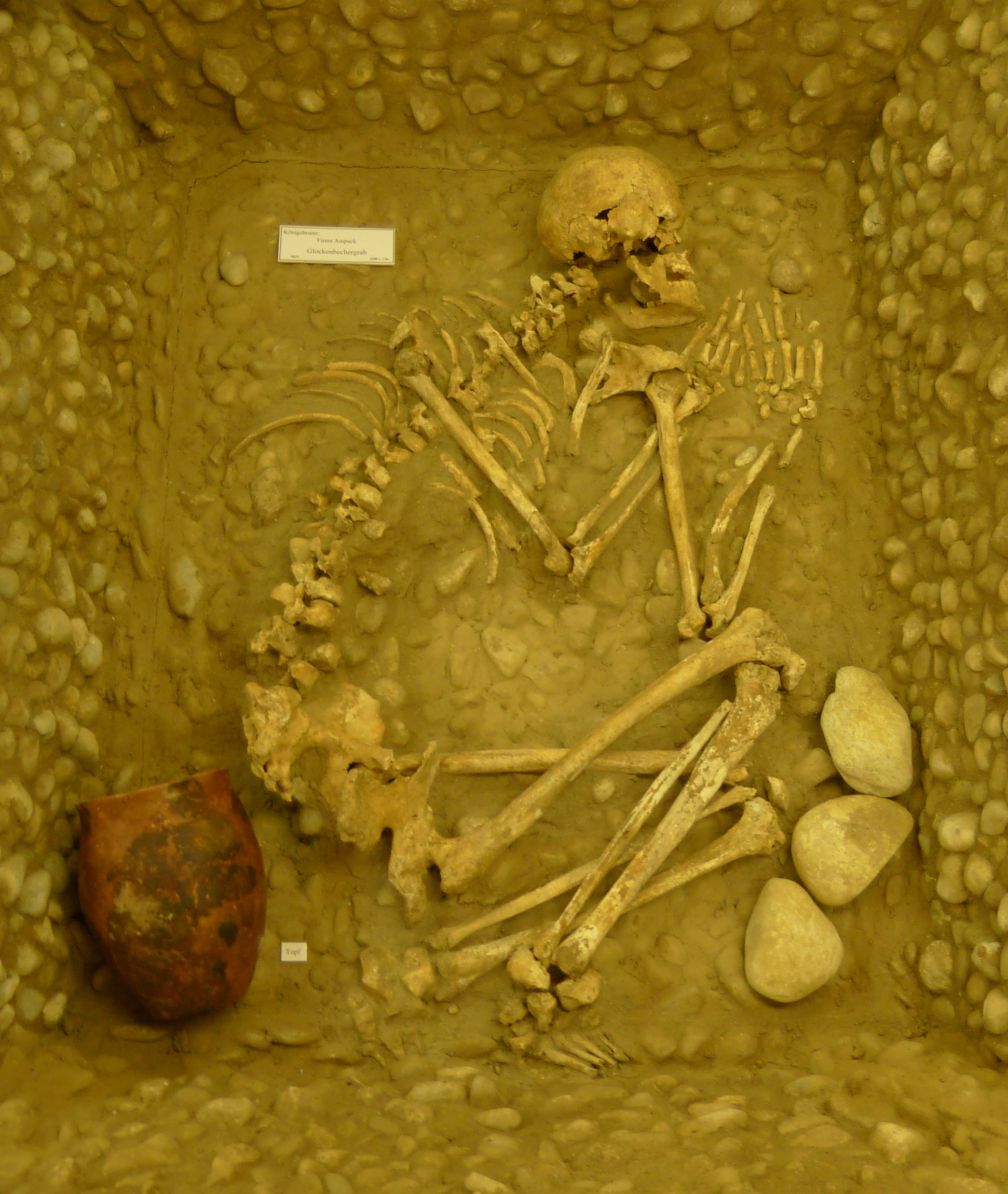
Een hurkgraf met grafgift uit de klokbekercultuur in het archeologisch museum in Königsbrunn

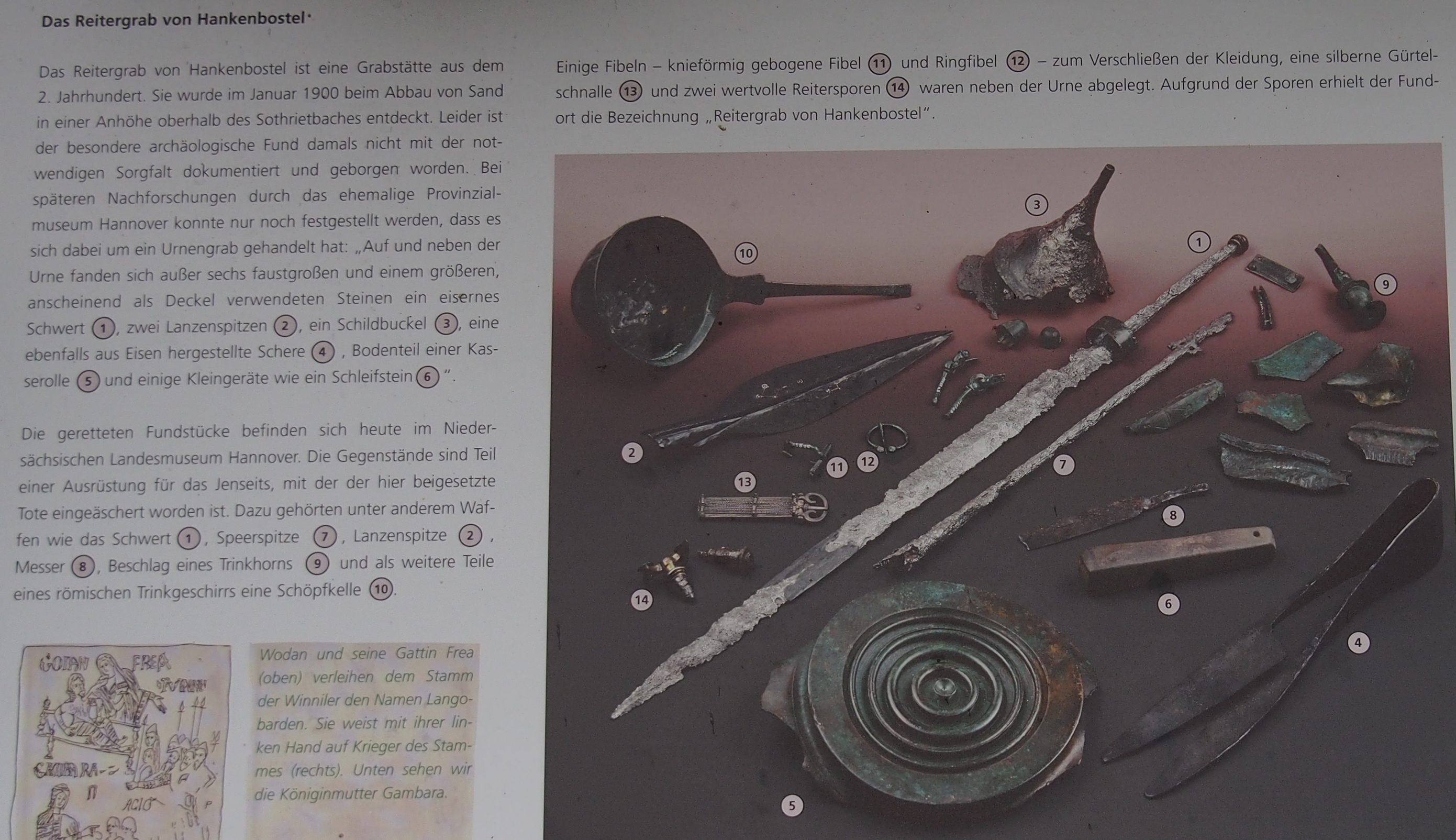
Publicatie over de grafgiften in het brandgraf Hankenbostel

In oude culturen gebeurde dit omdat men geloofde dat de overledene dit voorwerp in het hiernamaals zou kunnen gebruiken. Te denken valt hierbij aan gebruiksvoorwerpen zoals zwaarden en potten, maar ook voedsel en drank. Sieraden werden ook meegegeven aan de overledene en soms werden er speciaal voorwerpen gemaakt.
Een bekende grafgift in Nederland is bijvoorbeeld die van de Hoofdman van Drouwen: een aantal bronzen en gouden voorwerpen. 
Internationaal is het terracottaleger van keizer Qin Shi Huangdi een bekende grafgift. De keizer kreeg een leger van soldaten mee om hem in het hiernamaals te dienen. 
Ook het ongeschonden koningsgraf van de Egyptische farao Toetanchamon en het ongeschonden graf van de Heer van Sipán bevatten vele grafgiften.